# Кравиотто, Сауль
Сауль Кравиотто Риверо (исп. Saúl Craviotto Rivero; род. 3 ноября 1984, Льейда) — испанский гребец на байдарках, двукратный олимпийский чемпион в гребле на байдарках-двойках (2008 и 2016), многократный чемпион мира и Европы.
Трёхкратный чемпион мира в эстафетной гонке 4×200 метров на байдарке-одиночке (2009, 2010 и 2011 годы) и чемпион мира 2022 года в байдарках-четвёрках (500 метров).
Принимал участие в пяти подряд Олимпийских играх подряд (2008—2024), и на каждых Играх завоевал как минимум одну медаль.